# Paris-France (motorfietsmerk)
Paris-France is een historisch Frans merk dat van 1934 tot 1959 lichte motorfietsen met 100- en 175 cc tweetaktmotoren maakte.